# أل ويلسون
أل ويلسون (بالإنجليزية: Al Wilson)‏ (و. 1977  م) هو لاعب كرة قدم أمريكية، من الولايات المتحدة، ولد في جاكسون، يلعب كظهير ‏.

## التعليم
تعلم في Jackson Central-Merry Early College High School ‏.

## روابط خارجية
- أل ويلسون على موقع مرجع كرة القدم المحترفة.كوم (الإنجليزية)